# والری کلیشنیف
والری کلیشنیف (روسی: Валерий Владимирович Клешнёв؛ زادهٔ ۱۵ اکتبر ۱۹۵۸) قایقران روئینگ اهل روسیه است.